# Eupithecia nigrodiscata
Eupithecia nigrodiscata là một loài bướm đêm trong họ Geometridae.